# Вшенори
Вшенори (чеськ. Všenory) — громада в Середньочеському краї Чехії. Адміністративно відноситься до району Прага-захід. Площа громади складає 3,55 км². Населення — 1563 осіб (2010).

## Історія
Першу згадку громади датовано 1205 роком.
В 1920-ті роки у Вшенорах, як й інших передмістях Праги, жили у великій кількості російські емігранти. Тут в 1924—1925 роках жила Марина Цвєтаєва.

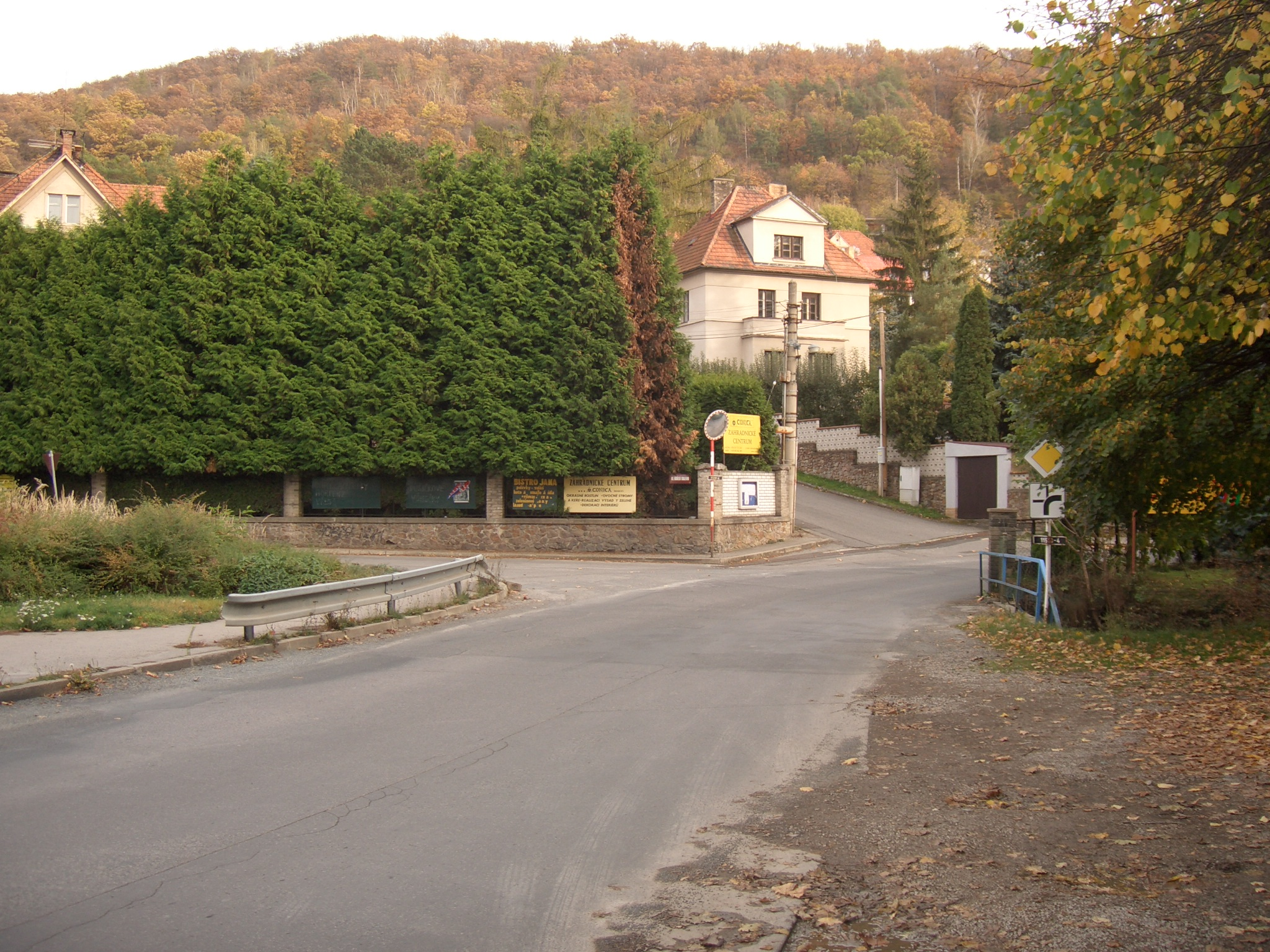